# 코미디 버라이어티 웃는 day
코미디 버라이어티 웃는 day는 2005년 10월 26일부터 2006년 2월 2일까지 MBC TV에서 방송된 코미디 프로그램이다. 이 프로그램을 통해 줄곧 MC로 활동해 온 이경규 김국진 등이 복귀를 했으나 암환자 패러디 논란 등으로 곤욕을 치뤘고 결국 4개월 만에 조기종영되는 수모를 당했다.
한편, 해당 프로그램이 신설되면서 섹션TV 연예통신은 2005년 10월 27일부터 목요일 밤 11시 5분으로 옮겨갔으나 이 과정에서 <웃는 Day> <섹션TV 연예통신> 두 프로그램의 시청률이 갈수록 하락하자 MBC는 2005년 12월부터 두 프로그램의 방송시간을 맞바꿨다.

## 출연 개그맨 소개
- 김경식
- 김국진
- 김미진
- 김학도
- 손범수
- 이경규
- 이윤석
- 정형돈
- 조혜련

## 역대 코너

### 원탁의 대감
조선왕조 500년 역사에 국사에 힘쓰는 세 기관이 있었으니, 집현전! 성균관! 그리고... 놀편전!! 놀종께서 백성을 어여삐 여기사 백성들이 널리 즐길 수 있는 놀이를 개발하고자 만드신 기관, 놀편전!! 그곳의 학자들을 원탁의 대감이라 불렀도다~! 그들과 함께 하는 ‘돌아라 원탁아’ 오늘의 주제는 무엇인고?!

### 긴급 진단
MBC 100분 토론!! 코미디 하우스의 ‘3자토론’에 이은 ‘긴급 진단’!! 딱딱한 형식의 토론 프로그램과 코미디가 만난 ‘긴급 진단’ 시간에는 국내외적으로 파장을 일으킨 문제의 인물을  전격적으로 모시고 속 시원하게 토론을 해 보도록 하겠습니다. 냉철한 진행능력을 갖춘 이윤석! 모든 분야에 걸쳐 전문지식을 갖고 있는 전문가, 김국진! 상상 속에서만 또는 인터넷에서만 이야기할 수 있었던 우리들의 속마음이 '긴급 진단’에서 이루어집니다. 시청자 여러분의 가려운 곳을 콕! 집어 긁어드리겠습니다.

### STAR 어서오십SHOW
웃는day 코미디 토크쇼, <STAR 어서오십SHOW> 이 시대 우리가 필요로 하는 스타와 함께 하는 STAR 어서오십SHOW! 기존의 획일화된 토크쇼는 가라! 새로운 형식의 스타심층분석!  STAR 어서오십SHOW! 위트 넘치는 개그맨 김경식과 MBC 재기발랄한 신인 개그맨들이 스타와 한데 어우러진 신개념 코미디 스타 토크쇼가 여러분을 찾아갑니다.

## 결방
- 2005년 12월 15일 - 10시부터 특집 PD수첩 편성[3]으로 결방
- 2005년 12월 29일 - 9시 55분부터 MBC 방송연예대상 편성[4]으로 결방

## 참고 사항
- 조혜련이 출연했던 드라마 중에 KBS 2TV 사랑하세요?가 있는데[5] 이 드라마 조연에 속한[6] 최종원 박정수 등은 이경규가 메인 MC를 맡았던 KBS 2TV 가족의 품격 풀하우스 고정 게스트로 중도합류했으며[7] 김국진은 이 프로그램이 수요일 밤 11시 10분에 방송될 당시 경쟁한 MBC 황금어장 라디오스타 메인 사회자였다.